# Beaumont-Pied-de-Bœuf (Sarthe)
Beaumont-Pied-de-Bœf è un comune francese di 510 abitanti situato nel dipartimento della Sarthe nella regione dei Paesi della Loira.

## Società

### Evoluzione demografica
Abitanti censiti